# Nybytjärnen, Jämtland
Nybytjärnen är en sjö i Strömsunds kommun i Jämtland och ingår i Ångermanälvens huvudavrinningsområde.